# San Felipe Orizatlán (kommun)
San Felipe Orizatlán är en kommun i Mexiko.   Den ligger i delstaten Hidalgo, i den sydöstra delen av landet, 210 km norr om huvudstaden Mexico City.
Följande samhällen finns i San Felipe Orizatlán:
- San Felipe Orizatlán
- Tequexquilico
- Valle Verde
- Teoxtitla
- Texcatla
- El Carrizal
- Zapote Arriba
- Colonia el Pedregal
- Fraccionamiento Nuevo Orizatlán
- Cuamecaco
- Ahuatempa
- Los Coyoles
- El Potrero
- Talapitz I
- Nueva Tenochtitlán
- Taxiscoatitla
- Tetzácual
- Monte Grande
- Palma Sola
- La Laja
- Santa Rosa Tetlama
- Barrio Prolongación 20 de Noviembre
- Tzapoyo I
- Ejido 3 de Marzo
- El Llano
- Tepantitla
- El Manantial
- Pilcapilla
- Mazaquilico
- El Naranjal
- El Ojite
- Lomas Altas
- Ahuaixpa
- La Cuchilla
- Las Chacas
- Zacayahual
- Santa Clara
- Tamalcuatitla
- Arroyo de Cal
- La Cruz
- Melchor Ocampo
- Zacapilol
- Tepetzintla II
- Huitzilinguito
- El Zapotal
- Tetlama Grande
- La Labor II
- El Brasilar
- El Saucillo
- La Mariana
- Coaxocotitla II